# 若松町 (薩摩川内市)
若松町（わかまつちょう）は、鹿児島県薩摩川内市の町。旧川内市若松町。郵便番号は895-0054。人口は89人、世帯数は43世帯（2020年10月1日現在）。若松町の全域で住居表示を実施している。

## 地理
薩摩川内市の本土側の南西部、川内川支流隈之城川の下流域に広がる薩摩川内市の市街地に位置しており、字域の北方から西方にかけては西開聞町、南方には宮里町、冷水町、北東方には東開聞町、東方には神田町がそれぞれ接している。
大部分が第二次世界大戦終戦後の策定された戦災復興都市計画により土地区画整理事業が行われ、古くからあった水田を埋め立てて住宅地となった区域である。
また、薩摩川内市役所に隣接していることから公共施設も多く所在しており、川内文化ホール（旧：川内市民会館）、薩摩川内市消防局中央消防署南部分署などが所在している。その他、民間施設として北さつま農業協同組合川内総合支所（旧：さつま川内農業協同組合本所）、川内聖母幼稚園、川内カトリック教会などが所在している。

### 町名の由来
若松町という町名は分割される以前に付近が向田町の小字「若松」の区域であったことに由来する。

## 歴史
1965年（昭和40年）4月1日に向田町の一部の区域において住居表示に関する法律に基づき街区方式による住居表示が実施されることとなった。それに伴い同日付で町名・地番の変更が行われ川内市向田町の一部より川内市の町名「若松町」として設置された。
2004年（平成16年）10月12日に川内市、東郷町、入来町、祁答院町、樋脇町、下甑村、上甑村、鹿島村、里村が新設合併し薩摩川内市が設置された。この市町村合併に伴い設置された法定合併協議会において川内市の町・字については「現行通りとする。」と協定されたため、名称の変更は行われずに薩摩川内市の町となった。

### 町域の変遷
| 変更後         | 変更年             | 変更後         |
| -------------- | ------------------ | -------------- |
| 若松町（新設） | 1965年（昭和40年） | 向田町（一部） |

## 人口
以下の表は国勢調査による小地域集計が開始された1995年以降の人口の推移である。
| 年                 | 人口 |
| ------------------ | ---- |
| 1995年（平成7年）  | 141  |
| 2000年（平成12年） | 136  |
| 2005年（平成17年） | 111  |
| 2010年（平成22年） | 119  |
| 2015年（平成27年） | 92   |
| 2020年（令和2年）  | 89   |

## 施設

### 公共
- 川内文化ホール[17]
  - 薩摩川内市民まちづくり公社[18]
- 薩摩川内市消防局中央消防署南部分署[19]

### 教育
- 川内聖母幼稚園

### 宗教
- 川内カトリック教会

## 小・中学校の学区
市立小・中学校に通う場合、学区（校区）は以下の通りとなる。
| 町丁   | 番地 | 小学校                 | 中学校                     |
| ------ | ---- | ---------------------- | -------------------------- |
| 若松町 | 全域 | 薩摩川内市立川内小学校 | 薩摩川内市立川内中央中学校 |

## 交通

### 鉄道
字域内には鉄道は通っていない。最寄りの駅は川内駅である。

### 道路
主要地方道
- 鹿児島県道43号川内串木野線